# HMS Enterprise (1705)
HMS Enterprise (w źródłach także HMS Enterprize) był pierwszym okrętem Royal Navy noszącym tę nazwę. Była to francuska fregata "L'Entreprise" przechwycona przez brytyjski okręt HMS "Tryton" w 1705. Pod brytyjską banderą pływała na Morzu Śródziemnym i brała udział w kilku pomniejszych bitwach. Okręt zatonął 12 października 1707 roku w okolicach Thornton.

## Dowódcy
1. J. Paul
2. William Davenport (od 19 maja 1707)[2]